# Die Verschworenen

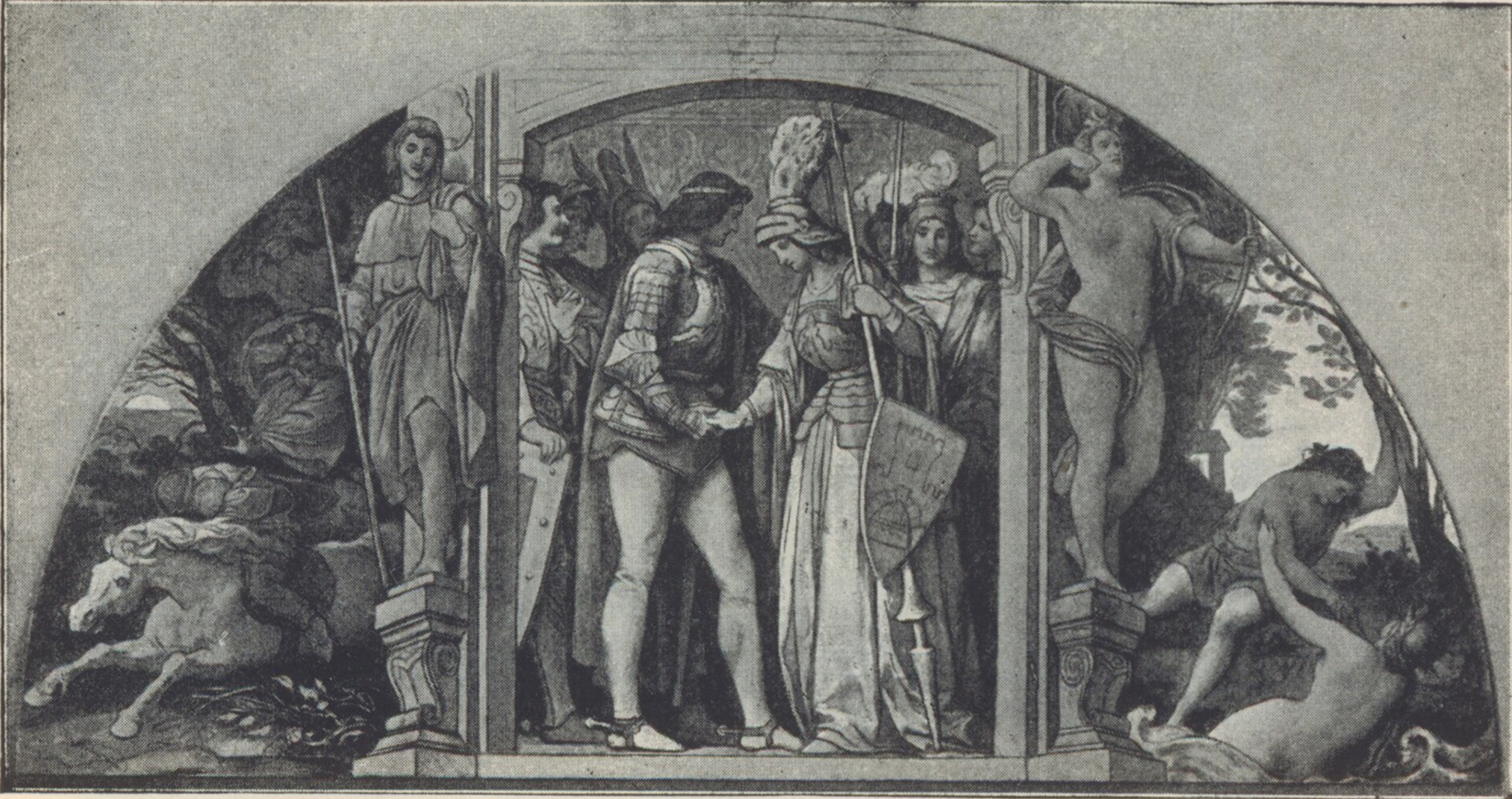
Moritz von Schwind: Los conjurados o la guerra doméstica

Die Verschworenen oder der häusliche Krieg (título original en alemán; en español, Los conjurados o la guerra doméstica) es un singspiel en un acto con música de Franz Schubert y libreto de Ignaz Franz Castelli. El libreto está basado en Lisistrata, ou Les Athéniennes, Comédie en un acte et en prose, mêlée de vaudevilles, de François-Benoît Hoffman, estrenada en el Teatro Feydeau de París en 1802. Esta obra, a su vez, está basada en Lisístrata de Aristófanes (411 a. C).
Se compuso en el año 1823 pero se estrenó después de la muerte del compositor, en Fráncfort el 29 de agosto de 1861.
Esta ópera rara vez se representa en la actualidad; en las estadísticas de Operabase aparece con sólo una representación en el período 2005-2010.